# Василевская, Вероника Казимировна
Вероника Казимировна Василевская (11 августа 1912 — 13 марта 1982) — советский ботаник, анатом и морфолог растений, доктор биологических наук.

## Биография
Родилась 11 августа 1912 года[по какому календарю?] на станции Сиверский в Царскосельском уезде Санкт-Петербургской губернии.
В 1933 году окончила Среднеазиатский государственный университет (САГУ), защитив диплом на кафедре морфологии растений.
В 1938 году защитила диссертацию кандидата биологических наук в Ленинградском государственном университете (ЛГУ) под руководством В. Л. Комарова и осталась работать ассистентом на кафедре морфологии и систематики растений ЛГУ.
В 1950 году защитила докторскую диссертацию.
Муж — биогеограф Михаил Платонович Петров. Их сын, Кирилл Михайлович Петров (род. 1933) — доктор географических наук, профессор, заслуженный деятель науки Российской Федерации.

## Научные работы
- Василевская В. К. Значение анатомических признаков в чешуе луковиц среднеазиатских тюльпанов для их систематики. — Ташкент : Изд-во САГУ, 1936. — 65 с. — (Труды Среднеазиатского государственного университета. Серия VIII-b. Ботаника; Вып. 33).
- Василевская В. К. Анатомо-морфологические особенности растений холодных и жарких пустынь Средней Азии // Ученые записки Ленинградского государственного университета. Серия биологических наук. — 1940. — Вып. 62, № 14. — С. 48—158.
- Василевская В. К. Формирование листа засухоустойчивых растений / под ред. В. Н. Минервина. — Ашхабад : Изд-во АН Туркменской ССР, 1954. — 184 с.
- Нечаева Н. Т., Василевская В. К., Антонова К. Г. Жизненные формы растений пустыни Каракумы. — М. : Наука, 1973. — 243 с.